# Athena e le 7 sorelle
Athena e le 7 sorelle (Athena) è un film del 1954 diretto da Richard Thorpe.

## Trama
Adam Calhorn Shaw, un avvocato conservatore, nonostante la carriera ben avviata, una fidanzata bella e ricca e una possibile elezione in vista si innamora di Athena, una ragazza la cui famiglia è vegetariana, contraria al fumo e seguace della numerologia e astrologia.